# Alberto Bressan
Alberto Bressan (ur. 15 czerwca 1956 roku w Wenecji) – włoski matematyk, profesor Uniwersytetu Stanu Pensylwania. Specjalizuje się w równaniach różniczkowych cząstkowych, teorii sterowania i optymalizacji oraz grach różniczkowych.

## Życiorys
Urodził się 15 czerwca 1956 roku w Wenecji. W 1978 roku ukończył studia z matematyki na Uniwersytecie Padewskim. Doktorat uzyskał w 1982 roku na University of Colorado Boulder na podstawie rozprawy Two Mathematical Problems Related to the Theory of Combustion (jego promotorem był Jerrold Bebernes). W latach 1982–1986 pracował na Uniwersytecie Padewskim, później do 1991 roku na University of Colorado Boulder. W latach 1991–2003 był zatrudniony na stanowisku profesora w Scuola Internazionale Superiore di Studi Avanzati (SISSA), a od 2003 roku jest profesorem na Uniwersytecie Stanu Pensylwania.
Wypromował (stan na jesień 2024 roku) 26 doktorów, wśród których byli m.in. Stefano Bianchini i Marta Lewicka.

## Publikacje i wyróżnienia
Autor ponad 240 artykułów naukowych. Swoje prace publikował m.in. w „Journal of Differential Equations”, „SIAM Journal on Control and Optimization”, „Archive for Rational Mechanics and Analysis”, „Communications on Pure and Applied Mathematics”, „Proceedings of the American Mathematical Society", „Communications in Partial Differential Equations”, „Annali della Scuola Normale Superiore di Pisa” i „Annals of Mathematics”.
W roku 2006 otrzymał nagrodę Premio Feltrinelli, w 2008 Bôcher Memorial Prize, a w 2009 Premio Amerio.
W 2002 roku wygłosił wykład plenarny na Międzynarodowym Kongresie Matematyków.
Jest członkiem Royal Norwegian Society of Sciences and Letters (od 2011 roku), Amerykańskiego Towarzystwa Matematycznego (od 2013 roku) i Accademia Nazionale dei Lincei (od 2022 roku).

## Życie prywatne
Żonaty z chińską matematyczką Wen Shen, z którą mają dwie córki.